# Euophrys nigripalpis
Euophrys nigripalpis là một loài nhện trong họ Salticidae.
Loài này thuộc chi Euophrys. Euophrys nigripalpis được Eugène Simon miêu tả năm 1937.